# Kruberjeva jama
Kruberjeva jama (abhazijščina: ҳou Aҳaҧы, gruzijščina: კრუბერის გამოქვაბული ali კრუბერის ღრმული, translit.: k'ruberis gamokvabuli ali k'ruberis ghrmuli, ruščina: Пеще́ра Кру́бера-Воро́нья; znana tudi kot Voronja jama) je druga najgloblja znana jama na Zemlji. Leži v masivu Arabika, ledeniško preoblikovanem kraškem izdanku, v pogorju Gagra na zahodu Visokega Kavkaza, v okrožju Gagra v Abhaziji, odcepljenem območju Gruzije.
Razlika v višini vhoda v jamo in njene najgloblje raziskane točke je 2199 ± 20 metrov. Najgloblja znana jama na svetu je postala leta 2001, ko je odprava Ukrajinskega speleološkega združenja dosegla globino 1710 m in presegla globino prejšnje najgloblje znane jame Lamprechtsofen v avstrijskih Alpah za 80 metrov. Leta 2004, prvič v zgodovini speleologije, je ukrajinska odprava dosegla globino nad 2000 metrov, 2080 m. Ukrajinski potapljač Genadij Samohin je jamo leta 2007 poglobil za 46 metrov globine in nato leta 2012 še za 52 m, s čimer je postavil zaporedna svetovna rekorda na 2191 m oziroma 2197 m . Kruberjeva je ena izmed dveh znanih jam na Zemlji globljih od 2000 metrov. Najgloblja trenutno je jama Verjovkina z 2212 m, je  tudi v masivu Arabika v Abhaziji.

## Poimenovanje
Ime Kruberjeva so jami dodelili sovjetski jamarji, ki so leta 1960 raziskovali vhod. Ime je dobila po uglednem ruskem geografu Aleksandru Kruberju. Drugo ime Voronja jama, v ruščini Vranja jama so jami dali kijevski jamarji v 1980-ih zaradi številnih vran, ki gnezdijo v vhodu.

## Lega in opis območja
Masiv Arabika je eden največjih visokogorskih kraških masiv iz apnenca v Zahodnem Kavkazu. Sestavljen je iz spodnje krednega in zgornje jurskega apnenca, ki se postopoma spušča proti jugovzhodu do Črnega morja in se spusti pod današnjo morsko gladino.
Arabika na severu meji na globoko vrezane kanjone rek Candripš, Kutušara, Gega in Bzib. Reka Bzib loči Arabiko od sosednjega Bzibskega masiva, še enega izjemnega kraškega območja s številnimi globokimi jamami, vključno s sistemom Snezhnaja-Mezhonogo-Iljuzia (−1,753 m) in Jama Pantjuhina (−1,508 m). Na jugozahodu Arabika meji na Črno morje.
Masiv Arabika ima izrazit osrednji del z nadmorsko višino nad 1800–1900 m. To je območje klasične ledeniško-kraške pokrajine, s številnimi ledeniškimi koritastimi dolinami in krnicami ter grebeni in vrhovi med njimi. Dna dolin in kraških polj ležijo na nadmorskih višinah 2000–2350 m, grebeni in vrhovi pa se dvigajo med 2500–2700 m. Najvišji vrh je Vrh speleologov (2705 m), vendar je prevladujoč vrh tipičen piramidalni rog gore Arabika (2695 m). Med osrednjim delom in Črnim morjem leži nekaj nižjih grebenov prekritih z gozdom. Planoti podoben zunanji del masiva v njegovem južnem delu je Mamzdišha, z delom ki rahlo izstopa nad drevesno mejo.
Med nekaj sto jamami, znanimi v masivu Arabika, jih je nekaj deset globljih od 400 m, več kot deset globljih od 1000 m in dve, Verevkina in Krubera-Voronja, katerih globina presega 2000 m.
Vhod v Kruberjevo jamo leži na nadmorski višini 2256 m v Ortobalaganski dolini, v razmeroma plitvem ledeniškem koritu, ki glede na osrednji del Arabike leži bližje morski obali. Od leta 1980 ukrajinski in ruski jamarji sistematično raziskujejo jame v Ortobalaganski dolini, rezultat tega pa je tudi raziskanje Kruberjeve jame do njene sedanje globine in okoliških, z njo povezanih jam. Druga globoka jama v dolini, ki leži v njenem zgornjem delu in jo raziskujejo moldavski in ukrajinski jamarji, je Berčilskaja jama, globoka 770 m. Vse velike jame Ortobalaganske doline zelo verjetno spadajo v enovit hidrološki sistem, povezan s podvodnimi izviri (vruljami) na obali Črnega morja. 

## Vhodi v jamo
Jama ima šest vhodov, ki so v spodnji galeriji razvrščeni po nadmorski višini, za osnovnim.
- Voronja, 2256 m
- Arbaika, 2259 m
- Gnomov, 2206 m
- Kujbiševskaja, 2180 m
- Detskaja, 2140 m
- Genrihova bezdna, 2110 m

## Geologija
Ortobalaganska dolina se razprostira vzdolž grebena Berčilske antiklinale, ki se blago spušča proti severozahodu. Vhodi v jamo so poravnani vzdolž antiklinalnega grebena, vendar jame oblikujejo vzdolžni, prečni in poševni prelomi in razpoke, ki v tlorisu prikazujejo zapletene vzorce, a ostajajo večinoma znotraj in blizu območja antiklinalnega grebena. Jame so večinoma kombinacije jaškov in strmih vijugastih prehodov, čeprav ponekod režejo očitno stare fosilne prehode na različnih nivojih.
Osrednji del masiva Arabika je sestavljen iz zgornje jurskih plasti, ki počivajo na bajocijskih porfirnih strukturah, ki vsebujejo peščenjake, gline in konglomerate ter imajo na vrhu tufe, tufaste peščenjake, konglomerate in breče, porfir in lavo. Porfirne strukture tvorijo nekraško podlago Arabike, ki je izpostavljena le na severnem in vzhodnem obrobju, lokalno v dnu dolin rek Kutušara in Gega. V osrednjem delu Arabike je kredni pokrov (apnenec, lapor in peščenjak) ohranjen le v nekaj grebenih in vrhovih, leži pa nedotaknjen skozi nižje grebene jugozahodno od osrednjega dela. Tam so v spodnje krednih plasteh apnenci in marmornati apnenci z obilnimi konkrecijami roženca.
Zgornje jurske plasti se začnejo s tankoplastnimi roženci, laporji, peščenjaki in glinami, ki so prepoznani v spodnjem delu Kruberjeve jame. Zgoraj leži debela titonska plast apnencev z lapornimi in peščenimi vložki. Peščeni apnenci so še posebej pogosti v zgornjih 1000 m odsekih globokih jam Ortobalaganske doline.
V tektonski strukturi Arabike prevladuje os velike podkavkaške antiklinale (usmerjena SZ-JV), z blago potopljenim jugozahodnim mega-bokom z več prelomi in strmo potopitvijo severovzhodnega boka. Os antiklinale približno sovpada z grebenom, ki meji na dolino Gelgeluk. Na jugozahodnem boku glavne antiklinale je še ena velika (Berčil'sky) antiklinala, katere greben deli Ortobalagansko dolino. Dlje proti jugozahodu, med grebenom in obalo, obstaja več manjših vzporednih antiklinal in sinklinal.
Struktura masiva je zelo prepletena s prelomi, saj struktura blokov močno nadzoruje tako razvoj jame kot pretok podzemne vode . Večji prelomi označujejo več velikih podolgovatih blokov, ki so se dvignili v različnih fazah pliocena in pleistocena. To je izrazito vplivalo na razvoj globokega kroženja podzemne vode zlasti v Kruberjevi jami. Vzdolžni in prečni prelomi ter z njimi povezane cone igrajo vlogo pri usmerjanju pretoka podzemne vode proti Črnemu morju.

## Hidrogeologija
Nekatere vrtine ob obali Črnega morja, prinašajo kraške podzemne vode iz globin 40–280 m pod morsko gladino. Druge precej globlje vrtine so izstrelile kraške vode z nizko slanostjo v globinah 500 in 1750 m v dolini Hašupse blizu Gantiadija in 2250 m v bližini Gagre . To kaže na obstoj globokega kraškega sistema in močno kroženje kraške podzemne vode v globini.
Na območju Arabike so znani podmorski izviri, ki izvirajo iz tal Črnega morja pred masivom. Plitke izvire v globinah 5–7 m lahko dosežemo s potopom v bližini Gantiadija. Tamaz Kiknadze (1979) je poročal o podmorskih izvirih v bližini vzhodnega dela Gagre na globini 25–30 m, Buačidze in Meliva (1967) pa sta s hidrokemijskim profiliranjem odkrila izpust na globinah do –400 m. Pred kratkim je bila iz digitalne batimetrične karte odkrita izjemna značilnost topografije morskega dna v bližini Arabike . To je ogromna podmorska depresija pred izlivom reke Žovekvara, ki ima dimenzije približno 5 x 9 km in največjo globino približno 380 m. Podmorska depresija je zaprta z navpičnim reliefom približno 120 m, s ponorom pobočja do globine 260 m. Ima strma severna in severovzhodna pobočja (na strani masiva) ter blaga južna in jugozahodna pobočja. Tvorba je menda kraška. Trenutno se zdi, da je ta depresija žarišče podvodnih izpustov kraških sistemov Arabike.
Speleološke raziskave in vrsta poskusov sledenja barvil, izvedenih v 1980-ih pod vodstvom Aleksandra Klimčouka, so korenito spremenili prejšnje predstave o hidrogeologiji Arabike, razkrili njene izjemne speleološke značilnosti in močno spodbudili nadaljnja prizadevanja za raziskovanje globokih jam.
Rezultati testov sledenja barvanja so pokazali, da je tok podzemne vode v veliki meri nadzorovan s prelomi, ki sekajo večje gube in da je velik del osrednjega dela Arabike hidravlično povezan z izviri vzdolž morske obale in s točkami izpusta pod morsko gladino.

## Biologija
Biocenoza Kruberjeve jame je sestavljena iz več kot 12 vrst členonožcev iz več skupin, kot so paščipalci, pajki, suhe južine, raki, skakači, hrošči in dvokrilci . V jami so endemske vrste, vključno štirje skakači, odkriti med odpravo ekipe CAVEX leta 2010: Anurida stereoodorata, Deuteraphorura kruberaensis, Schaefferia profundissima in Plutomurus ortobalaganensis; slednji je najglobja kopenska žival, kar je bila kdaj koli najdena na Zemlji in živi 1980 metrov pod vhodom v jamo . Hrošč Catops cavicis tudi naseljuje Kruberjevo jamo in tudi več drugih jam po Ortobalaganski dolini. Rak Kruberia abchasica, ki ga je Gennady Samokhin ujel avgusta 2013, med potopom v sifonu Dva Kapitana, prebiva v najglobljem delu jame (na globini -2 177 metrov) .

## Zgodovina odkrivanja

### Prvo odkritje
Na začetku 20. stoletja je Arabiko obiskal francoski speleolog Édouard-Alfred Martel, ki je objavil več del o masivu. Leta 1909–10 je ruski raziskovalec krasa, znanstvenik Aleksander Kruber, ustanovitelj študija v Rusiji, opravil v Arabiki nekaj terenskih raziskav. Svoja opažanja je objavil v seriji dokumentov, specifičnih za Arabiko in v več monografijah. V naslednjih 50 letih niso bile izvedene posebne raziskave krasa in jam v regiji, čeprav je bil kras Arabike omenjen v mnogih delih, ki so se ukvarjala z regionalno geologijo in hidrogeologijo.

### 1960-ta leta
V začetku 1960-ih so gruzijski geografi na čelu z Levanom Maruašvilijem začeli raziskovati jame v visokem delu masiva. Med več drugimi jamami so opravili prvo raziskovanje 60-metrskega jaška v Ortobalaganski dolini in ga poimenoval po Aleksandru Kruberju. Prve raziskovalce je ustavila neprehodna ožina v vijugavem prehodu na –95 m, ki je vodila s podnožja vhodnega jaška. Jama je bila v naslednjih 20 letih večinoma zapostavljena, čeprav so jo občasno obiskovali jamarji iz različnih jamskih klubov. Pred letom 1980 v Arabiki ni bilo znanih jam, globljih od 310 m.

### 1980-ta leta
Nova epoha v raziskovanju jam v masivu Arabika se je začela leta 1980, ko je tamkajšnji kijevski speleološki klub pod vodstvom Aleksandra Klimčouka začel raziskovati jame. Temeljito so raziskovali na določenem območju in sistematično preizkušali meje s kopanjem in povečanjem ožin, ki so prej ovirale raziskovanje. Ortobalaganska dolina je bila za ukrajinska prizadevanja izbrana kot glavna lokacija. Ta pristop, ki so mu v naslednjih letih sledili tudi drugi jamarski klubi, je omogočil odkritja mnogih globokih jam, vključno s petimi z globino več kot 1000 m.
V Ortobalaganski dolini so se ukrajinski jamarji prebili v Kujbiševskajo jamo na −160 m in se do leta 1986, z nizom rušenj masivnih balvanskih čepov, prebili na −1110 m. Skozi neprehodno ožino so se prebili na -120 m v Genrihovi Bezdni jami in jo na koncu povezali s Kujbiševskajo na −956 m leta 1987. Doseženi sistem je dobil ime Sistem Arabikskaja.
Od leta 1982 naprej so kijevski jamarji začeli sistematično delati v Kruberjevi jami, katere vhod je manj kot 200 metrov od vhoda Kujbiševskaje, v upanju, da se bodo povezali s Sistemom Arabikskaja in povečali njegovo skupno globino. Raziskovanje je napredovalo počasi, ker so kritično tesni meandri zahtevali ogromno dela, da so jih razširili na prehodno velikost. Jamo so v obdobju 1982–1987 raziskali do globine –340 m. Na zemljevidu jam sta bili dokumentirani dve 'okni' v navpičnem jašku na globini 220-250 m, vendar sta ostali neraziskani. V tem času je jama dobila tudi drugo, nadomestno ime Voronja jama, zaradi številnih vran, ki so gnezdile v vhodnem jašku.

### 1990–2000
Politični in etnični konflikti v Abhaziji med letoma 1992 in 1994 so povzročili nestabilnost in težave na meji, ki so se nadaljevale v naslednjih letih. To je prekinilo speleološka raziskovanja v Arabiki. Stabilizacija razmer v letu 1998 pa je omogočila obnovo raziskovalnih prizadevanj v regiji.
Leta 1999 je odprava ukrajinske speleološke zveze (Ukr. S.A.) pod vodstvom Jurija Kasjana naredila velik preboj v Kruberjevi jami z odkrivanjem in raziskovanjem dveh vej za okni na globini 220–250 m. Ti veji sta se raztezali v dveh različnih smereh. Glavni odcep je bil raziskan do -740 m, Nekujbiševskaja pa do -500 m.
Glavno vejo je avgusta leta 2000, večstopenjska odprava Ukr. S.A., hitro potisnila do −1200 m, septembra pa do –1410 m.
Januarja 2001 je odprava Ukr. S. A. jamo raziskala do –1710 m, s čimer je postala najgloblja jama na svetu. Prvič v zgodovini speleologije je bila izven zahodne Evrope odkrita najgloblja jama na svetu. Poleg ukrajinskih jamarjev so se odprav udeleževali tudi jamarji iz številnih drugih držav, kot so Francija, Španija, Rusija, Moldavija, Bolgarija, Združeno kraljestvo, Irska, Izrael in Litva.

### Od 2001 dalje
Raziskovanja so se nadaljevala v naslednjih letih praktično vsako leto do avgusta leta 2012, ko je 59-članska ekipa 27 dni raziskovala jamo. Skupina, ki je bila sestavljena iz članov iz devetih držav, je pod zemljo postavila vrsto kampov. Ukrajinski jamski potapljač Genadij Samohin pa je bil odgovoren za doseganje novega svetovnega rekorda v globini rekordnih -2197 metrov .